# Luftangriffe auf Kure

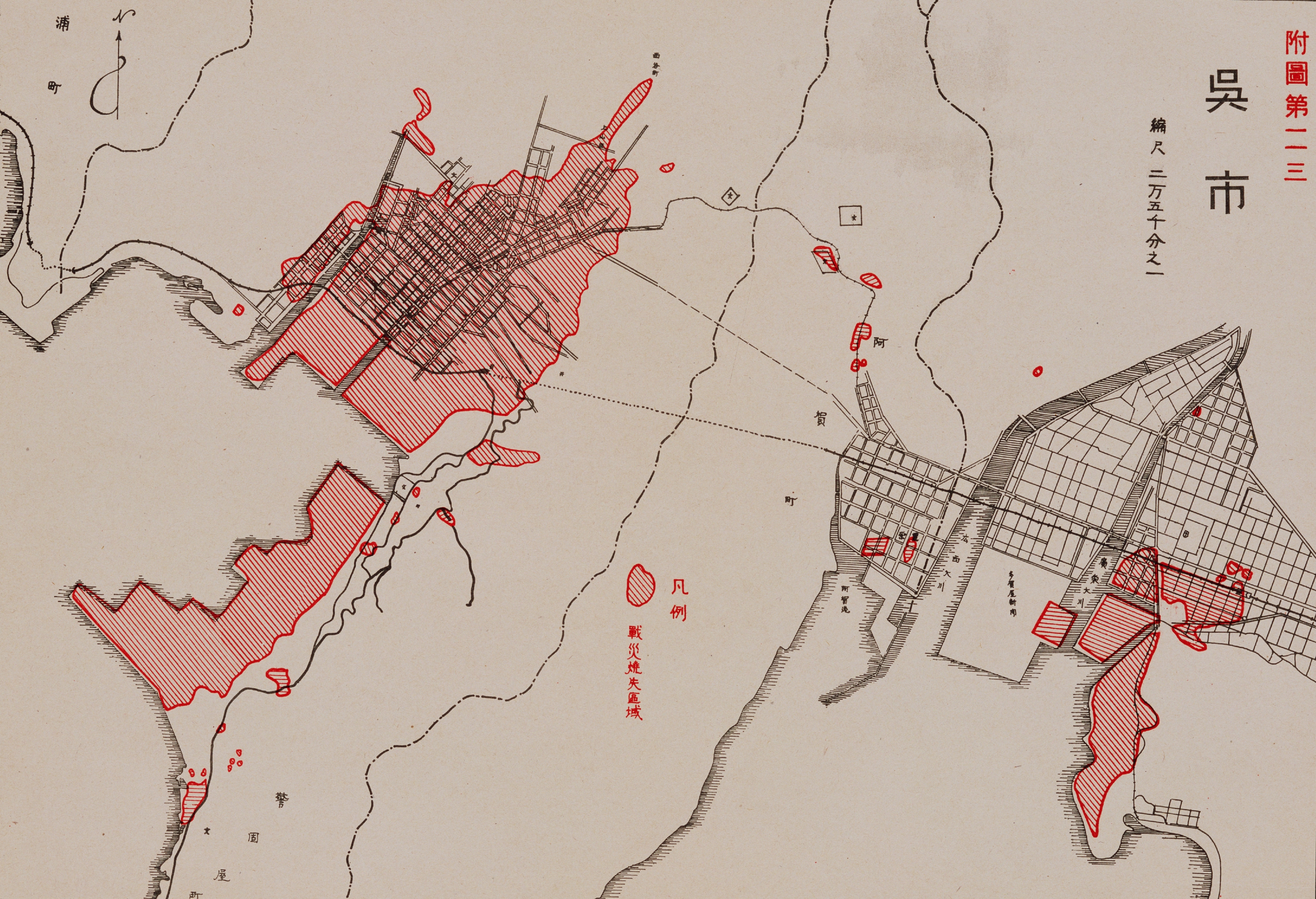
Karte mit dem durch die Bombenangriffe zerstörten Gebiet von Kure

Die japanische Stadt Kure (呉市) wurde im Zweiten Weltkrieg wiederholt von alliierten Flugzeugen angegriffen. Das Ziel dieser Angriffe waren der Marinestützpunkt, der sich in der Stadt befand, die Kriegsschiffe, die im Stützpunkt oder in der Nähe festgemacht waren, Industrieanlagen und das Stadtgebiet von Kure.

## Angriffe
Die folgenden Hauptangriffe wurden auf Kure und die Umgebung durchgeführt:
- 19. März 1945 – Angriff auf Kriegsschiffe in und nahe Kure durch die Task Force 58 der US Navy.[1]
- 30. März 1945 – B-29-Superfortress-Bomber legten Minen in den Zufahrten nach Kure und Hiroshima.[2]
- Anfang April 1945 – B-29-Bomber legten weitere Minen in die Zufahrten Kures.[2]
- 5. Mai 1945 – Angriff von 148 B-29-Superfortress-Bombern auf die Hiro-Flugzeugfabrik in Kure.
- 5. Mai 1945 – B-29-Bomber legten Minen in den Zufahrten zu Kure und Hiroshima.[2]
- 22. Juni 1945 – Angriff von B-29-Superfortress-Bombern auf den Marinestützpunkt Kure.[2]
- 1. Juli 1945 – Brandbombenangriff von B-29-Superfortress-Bombern auf Kure zerstörte ca. 40 Prozent der Stadt.[2]
- 24. und 28. Juli 1945 – Großflächige Angriffe auf die Schiffe in Kure und in der Inlandsee durch die US Navy und die British Pacific Fleet.[1]
- 28. Juli 1945 – Angriff von 79 schweren Bombern B-24 Liberator auf Schiffe, die in Kure vor Anker lagen.[2]